# Focillidia bipunctata
Focillidia bipunctata är en fjärilsart som beskrevs av Walker 1865. Focillidia bipunctata ingår i släktet Focillidia och familjen nattflyn. Inga underarter finns listade i Catalogue of Life.